# Kaurasaari (ö i Norra Savolax)
Kaurasaari är en ö i Finland. Den ligger i sjön Nilakka och i kommunen Tervo i den ekonomiska regionen  Inre Savolax ekonomiska region  och landskapet Norra Savolax, i den centrala delen av landet, 300 km norr om huvudstaden Helsingfors. Öns area är 4,6 hektar och dess största längd är 0,6 kilometer i sydöst-nordvästlig riktning.